# Hooikreek
De Hooikreek is een kreek in het district Commewijne in Suriname.
De kreek is een zijrivier van de Commewijne en is ontstaan door het afsnijden van een riviermeander van deze rivier. De kreek komt aan zijn naam door de familie De Hoij, die in 1715 in Suriname aankwam en de plantage Hooyland stichtte. Aan de Hooikreek ligt ook de plantage Schoonoord.